# Mitropapokal 1966/67
Der Mitropapokal 1966/67 war die 27. Auflage des Fußballwettbewerbs. Spartak Trnava gewann das in Hin- und Rückspiel ausgetragene Finale gegen Újpesti Dózsa.

## Achtelfinale
Die Spiele fanden vom 9. November bis zum 8. Dezember 1966 statt.
|                    | Gesamt |                     | Hinspiel | Rückspiel |
| ------------------ | ------ | ------------------- | -------- | --------- |
| Lazio Rom          | 4:2    | Roter Stern Belgrad | 3:0      | 1:2       |
| US Cagliari        | 3:4    | FK Sarajevo         | 2:1      | 1:3       |
| Budapest Honvéd    | 1:5    | Spartak Trnava      | 1:1      | 0:4       |
| First Vienna FC    | 5:6    | AC Florenz          | 4:3      | 1:3       |
| Slavia Prag        | 1:4    | Austria Wien        | 1:2      | 0:2       |
| Dinamo Zagreb      | 1:0    | AC Mailand          | 1:0      | 0:0       |
| Újpesti Dózsa      | 6:2    | Slovan Bratislava   | 5:1      | 1:1       |
| Tatabányai Bányász | 3:1    | FC Wacker Innsbruck | 1:0      | 2:1       |

## Viertelfinale
Die Spiele fanden vom 8. März bis zum 30. März 1967 statt.
|                    | Gesamt |                | Hinspiel | Rückspiel |
| ------------------ | ------ | -------------- | -------- | --------- |
| Dinamo Zagreb      | 3:4    | Austria Wien   | 3:3      | 0:1       |
| Tatabányai Bányász | 1:2    | AC Florenz     | 1:1      | 0:1       |
| Lazio Rom          | 1:2    | Spartak Trnava | 1:1      | 0:1       |
| FK Sarajevo        | 3:7    | Újpesti Dózsa  | 1:2      | 1:5       |

## Halbfinale
Die Spiele fanden vom 27. April bis zum 7. Juni 1967 statt.
|                | Gesamt |              | Hinspiel | Rückspiel |
| -------------- | ------ | ------------ | -------- | --------- |
| Spartak Trnava | 3:2    | AC Florenz   | 2:0      | 1:2       |
| Újpesti Dózsa  | 5:1    | Austria Wien | 3:0      | 2:1       |

## Finale
Das Hinspiel fand am 4. Oktober, das Rückspiel am 1. November 1967 statt.
|               | Gesamt |                | Hinspiel | Rückspiel |
| ------------- | ------ | -------------- | -------- | --------- |
| Újpesti Dózsa | 4:5    | Spartak Trnava | 3:2      | 1:3       |